# Hidden Col
Der Hidden Col (englisch für Versteckter Bergsattel) ist ein Gebirgspass im westantarktischen Marie-Byrd-Land. Im nördlichen Teil der Medina Peaks liegt er 7 km südwestlich des Marks Point und bietet eine geeignete Hundeschlittenroute zwischen den unteren Abschnitten des Amundsen- und dem Scott-Gletscher an.
Der United States Geological Survey kartierte ihn anhand eigener Vermessungen und Luftaufnahmen der United States Navy aus den Jahren zwischen 1960 und 1964. Wissenschaftler einer von 1969 bis 1970 dauernden Kampagne im Rahmen der New Zealand Geological Survey Antarctic Expedition erkundeten ihn und gaben ihm seinen Namen. Namensgebend ist der Umstand, dass der Pass von den nordöstlich und südwestlich liegenden Gebirgskämmen und Felsspornen verdeckt ist.